# Гравітаційний колапс

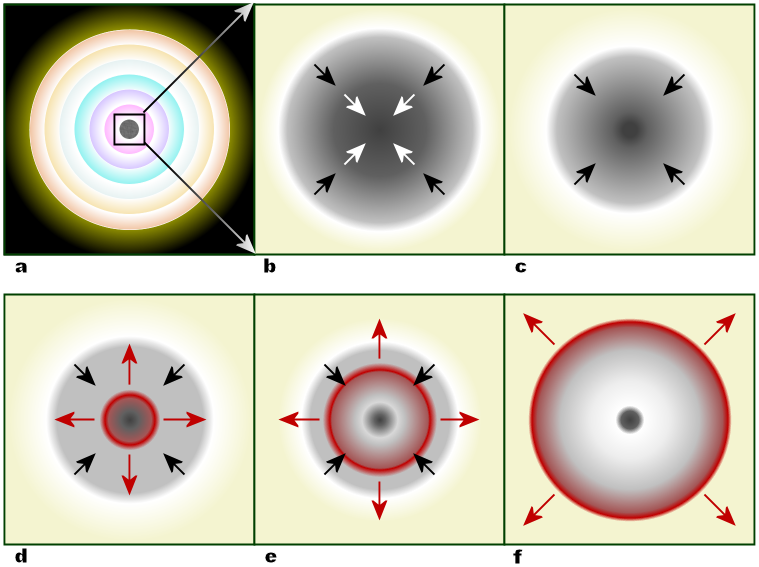
Гравітаційний колапс зорі

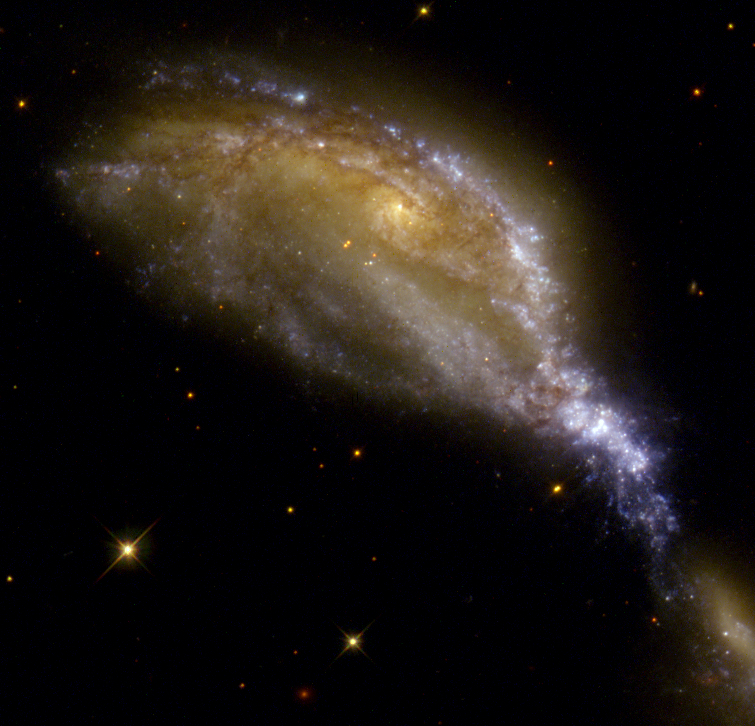
NGC 6745 створює достатньо екстремальну густину матерії, яка викликає утворення зірок через гравітаційний колапс.

Гравітаційний колапс — стискання масивних тіл під дією гравітаційних сил, що призводить до значного зменшення їх розмірів. 
У широкому сенсі гравітаційним колапсом називають будь-який процес стискання речовини під дією гравітаційних сил, який не в змозі зупинити інші сили (зокрема, тиск газу). Наприклад, колапс газопилової хмари у протозорю або колапс темної матерії з утворенням великомасштабної структури Всесвіту.
Досить часто під гравітаційним колапсом мають на увазі кінцеву стадію еволюції зір із масою більше кількох мас Сонця. У цьому випадку гравітаційний колапс має катастрофічний характер. Наприклад, якщо після вичерпання сировини для термоядерних реакцій, маса білого карлика перевищує межу Чандрасекара (~1,44M☉), зоря втрачає стійкість і починає з дедалі більшою швидкістю стискатися до центру. Зупинити гравітаційне стиснення може тиск виродженого нейтронного газу, тоді центральна ділянка зорі стає надщільною нейтронною зорею, а процес може супроводжуватися скиданням оболонки й спостерігається як спалах наднової. Якщо ж маса зорі перевищить межу Оппенгеймера—Волкова, то колапс триває до її перетворення на чорну діру.